# Annedal (Estocolmo)
Para Annedal, Gotemburgo, véase Annedal (Gotemburgo)
Annedal es un área en el distrito de Mariehäll en Västerort en el municipio de Estocolmo, Suecia. Se encuentra en el distrito de Bällstaån en Bromma stadsdelsområde y Bromma församling.
A través de la zona era el ahora devastado por Sundbybergs Norra-Ulvsundasjöns järnväg, que fue utilizada principalmente para fines industriales. El área ahora es parte de un gran desarrollo urbano y proyectos contemplados en el año próximo, las parcelas con cerca de 2000 viviendas., Annedal tiene los terrenos destinados a un total de 19 clientes, grandes y pequeños, y habrá dos viviendas alquiladas como viviendas y apartamentos. La apreciación de los apartamentos se prevé que esté listo para su ocupación en la primavera de 2011. El 28 de octubre de 2008, firmaron los municipios de Estocolmo, Sundbyberg y Estocolmo Byggmästareförening una carta de intención para la exposición de 2.012 viviendas, BO12, que se ubicarán en la zona.
El nombre "Annedal" viene de un sitio en Bällstaån, que en la década de 1880 era propiedad de Anna Augusta Wickman-Olsson.